# Das wunderbare Augenheilmittel
Das wunderbare Augenheilmittel ist ein orientalisches Märchen aus den Geschichten aus Tausendundeiner Nacht. In der Arabian Nights Encyclopedia wird sie als ANE 129 gelistet.
Die Kurzgeschichte erzählt von einer Begegnung von einem Ausgang des Kalifen Harun al-Raschid mit seinem Gesellschafter Abu Ya'qub, seinem barmakidischen Wesir Dscha'far ibn Yahya und den Dichtern Abu Nuwas und al-Asmaʿi, wobei sich Harun al-Raschid einen Spaß mit einem alten Mann erlaubt, der sich zu verteidigen weiß.

## Handlung
Einst ging der Kalif Harun al-Raschid mit seinem Gesellschafter Abu Ya'qub, seinem barmakidischen Wesir Dscha'far ibn Yahya und den Dichtern Abu Nuwas und al-Asmaʿi aus. Dabei trafen sie einen alten Mann, der auf einem Esel ritt, um in Bagdad ein Mittel für seine Augenkrankheit zu kaufen. Harun al-Raschid stiftet Dschafar an, mit dem Mann ein wenig Scherz zu treiben, woraufhin Dschafar sich an den Alten wendet und ihm eine physikalisch unmögliche Anleitung gibt. Der Alte erwidert nicht gerade amüsiert über den Scherz: „Gott schenke dir für deinen Lohn eine Sklavin, durch die du zuletzt dein Gesicht verlierst, und wenn du stirbst und deine Seele in die Hölle fährt, so ziehe sie dich im Kot am Bart herum.“ Harun al-Raschid lacht heftig und gibt dem Alten dreißigtausend Drachmen.

## Hintergrund
Die Erzählung findet sich in den ägyptischen Manuskripten und den frühen Druckausgaben wieder, mit Ausnahme der Breslauer Edition. Die Kalkutta-II-Edition wurde von Richard Francis Burton für seine Sammlung verwendet.

## Rezeption
Diese Geschichte genießt in der arabischen Literatur seit ihrer ersten Erwähnung im Kitâb al-Bighâl von al-Dschahiz (776–869) große Beliebtheit.

## Ausgaben
- Gustav Weil: Tausend und eine Nacht – Arabische Erzählungen, Karl Müller Verlag, Erlangen 1984 (Erstausgabe 1839), Band 4, S. 70.
- Enno Littmann: Die Erzählungen aus den tausendundein Nächten, Insel Verlag, Frankfurt 1968, Band 3, S. 510f.